# يو إف سي 35
يو إف سي 35: ألقى (بالإنجليزية: UFC 35: Throwdown)‏ هو حدث لفنون القتال المختلطة نظمته يو إف سي، أُقيم في 11 يناير 2002، على موهيغان صن أرينا في أونكاسفيل، كونيتيكت، الولايات المتحدة.